# Ecco the Dolphin (серия игр)
Ecco the Dolphin — серия компьютерных игр в жанре action-adventure, разработанных компанией Novotrade International (позднее Appaloosa Interactive) и изданных компанией Sega. Первоначальные версии игр выпускались для собственных игровых приставок Sega — Sega Mega Drive и Dreamcast — но позже были портированы на многие другие платформы. Действие игр серии происходит по большей части под водой, в море; главным героем игр является разумный дельфин-афалина по имени Экко, созданный геймдизайнером и продюсером Эдом Аннунциатой. Игры серии, выпущенные в 1990-е годы, отличались необычайно совершенной по тем временам графикой и высокой сложностью; для них также характерны выраженные научно-фантастические, экологические и энвайронменталистские темы.

## Игры серии
| Игра                                     | GameRankings |
| ---------------------------------------- | ------------ |
| Ecco the Dolphin                         | 75,70%       |
| Ecco: The Tides of Time                  | 69,58%       |
| Ecco Jr.                                 | 51,00%       |
| Ecco the Dolphin: Defender of the Future | 81,01%       |

### Ecco the Dolphin
Игрок управляет дельфином по имени Экко, разыскивающим свою похищенную стаю; сюжет игры включает в себя путешествия во времени, столкновение с инопланетянами и посещение Северного Ледовитого океана и затонувшей Атлантиды. Прохождение многих уровней игры, представляющей собой двухмерный сайд-скроллер с видом сбоку, требует решения головоломок с нарочито неясными подсказками и ориентирование в лабиринтах с помощью эхолокации; игрок должен следить за шкалами здоровья и воздуха и регулярно выныривать на поверхность или искать подводные источники кислорода, не давая дельфину задохнуться. Выпущенная в 1992 году игра была неожиданным успехом для Sega — Аннунциата сумел добиться выделения небольшого бюджета и включения игры в производственные планы, однако в итоге по всему миру были проданы миллионы копий Ecco the Dolphin. На необычную концепцию и имя главного героя могли повлиять книги Джона Лилли, американского нейробиолога, изучавшего дельфинов; Лилли также был кетаминовым наркоманом и описывал свои контакты с привидевшейся ему инопланетной организацией под названием ECCO.

### Ecco: The Tides of Time
Игра, выпущенная в 1994 году, служит непосредственным продолжением Ecco the Dolphin и сохраняет тот же геймплей и ту же высокую сложность, что первая игра в серии; её сюжет включает в себя путешествия во времени, в прошлое и в будущее. На отдельных уровнях управляемый игроком дельфин Экко может превращаться в других морских существ и даже летать.

### Ecco Jr.
В отличие от предыдущих игр серии, игра 1995 года Ecco Jr. рассчитана на детскую аудиторию и отличается от предыдущих игр серии сильно упрощённым геймплеем; она вообще не содержит врагов, и игровой персонаж не может погибнуть. Игроку, управляя детенышем афалины Экко-младшим или его друзьями — косаткой Тарой или атлантическим белобоким дельфином Китни — должен с помощью эхолокации находить и подбирать разбросанные на уровнях игры предметы.

### Ecco Jr. and the Great Ocean Treasure Hunt
Как и Ecco Jr., игра рассчитана на младшую детскую аудиторию. Она была выпущена для обучающей консоли Sega Pico, отличающейся использованием стилуса как средства ввода, и представляет собой набор развивающих головоломок с теми же героями, что и в Ecco Jr.

### Ecco the Dolphin: Defender of the Future
Defender of the Future, выпущенная в 2000 году для Sega Dreamcast, отличается от всех предыдущих игр о дельфине Экко трехмерностью — игроку предлагается управлять дельфином в трехмерном пространстве. Defender of the Future не связана сюжетно с предыдущими играми в серии, хотя также включает в себя дельфина Экко как главного героя и тему путешествий во времени; сценарий для игры написал фантаст Дэвид Брин.

### Наследие и отменённые игры
В 2001 году в разработке для Dreamcast находилась ещё одна трехмерная игра об Экко — Ecco 2: Sentinels of the Universe, сиквел Defender of the Future. Она была отменена, когда Sega прекратила производство консолей Dreamcast. В 2016 году в сети был опубликован образ ранней альфа-версии игры — с несколькими играбельными уровнями, но без музыки и звука.
В 2013 году создатель серии Эд Аннунциата попытался собрать через сервис для краудфандинга Kickstarter средства на разработку игру под названием The Big Blue — идейного наследника Ecco the Dolphin; действие этого «подводного приключения нового поколения» должно было происходить в далёком будущем после вымирания человечества, и игрок мог бы управлять различными морскими существами или даже стаями таких существ, в том числе дельфинов, косаток и китов. Проект собрал лишь небольшую часть запрошенных средств и был отменён. После неудачи с The Big Blue Аннунциата объявлял о намерении создать менее амбициозную игру под названием Little Blue, но в дальнейшем новостей о ней не поступало.